# Saitis barbipes
Saitis barbipes là một loài nhện trong họ Salticidae. Loài này thuộc chi Saitis. Saitis barbipes được Eugène Simon miêu tả năm 1868.
Con cái có chiều dài cơ thể khoảng 5–6 mm. Trong khi nhện cái có màu nâu xỉn, con đực có kích thước nhỏ hơn và có màu nổi bật khi nhìn từ trước. Với đôi mắt màu xanh lá cây, sọc đen trên bốn chân phía trước màu trắng, và màu đỏ trên mắt, nó có lẽ là loài đầy màu sắc nhất của các loài nhện nhảy ở châu Âu. 

## Hình ảnh

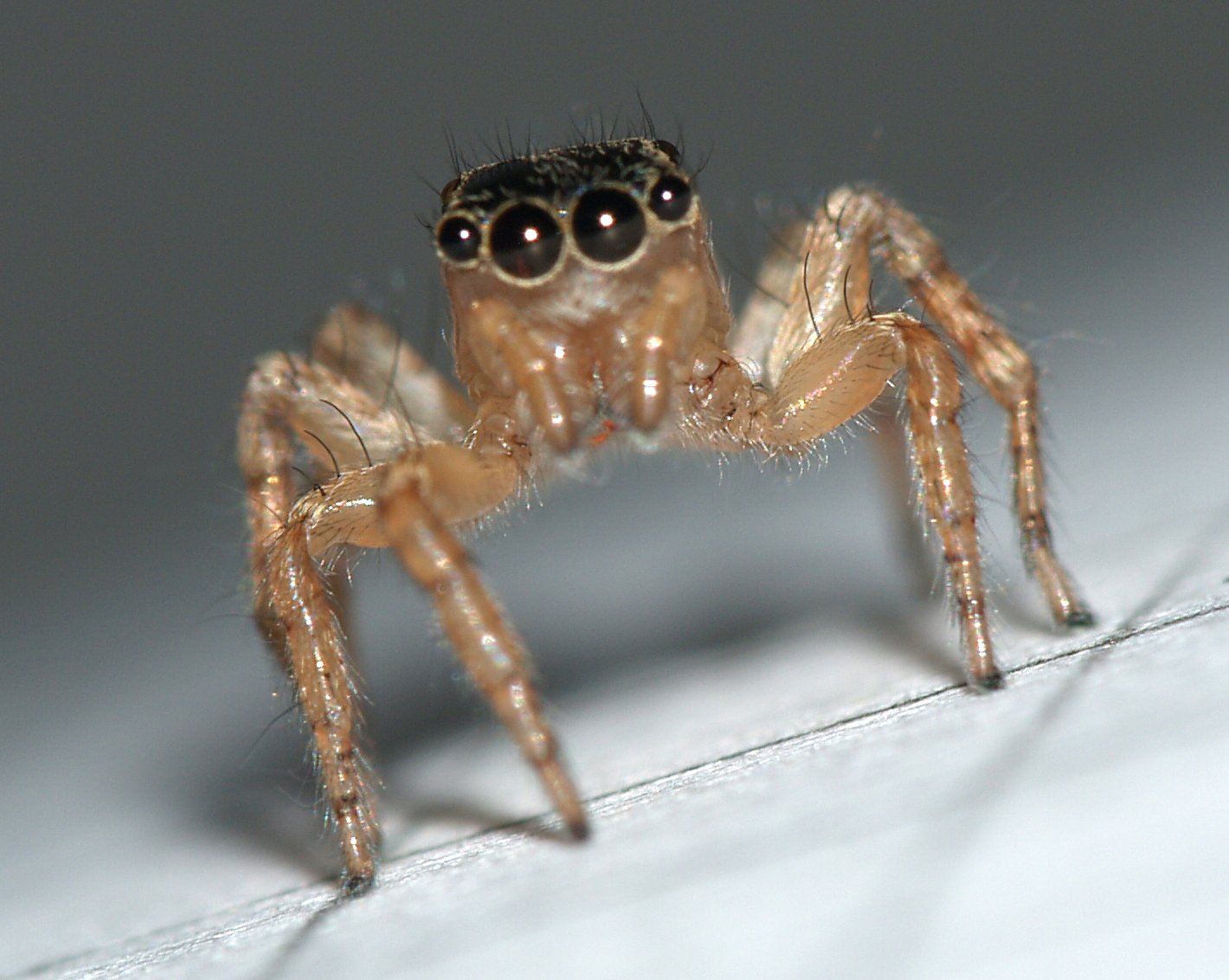
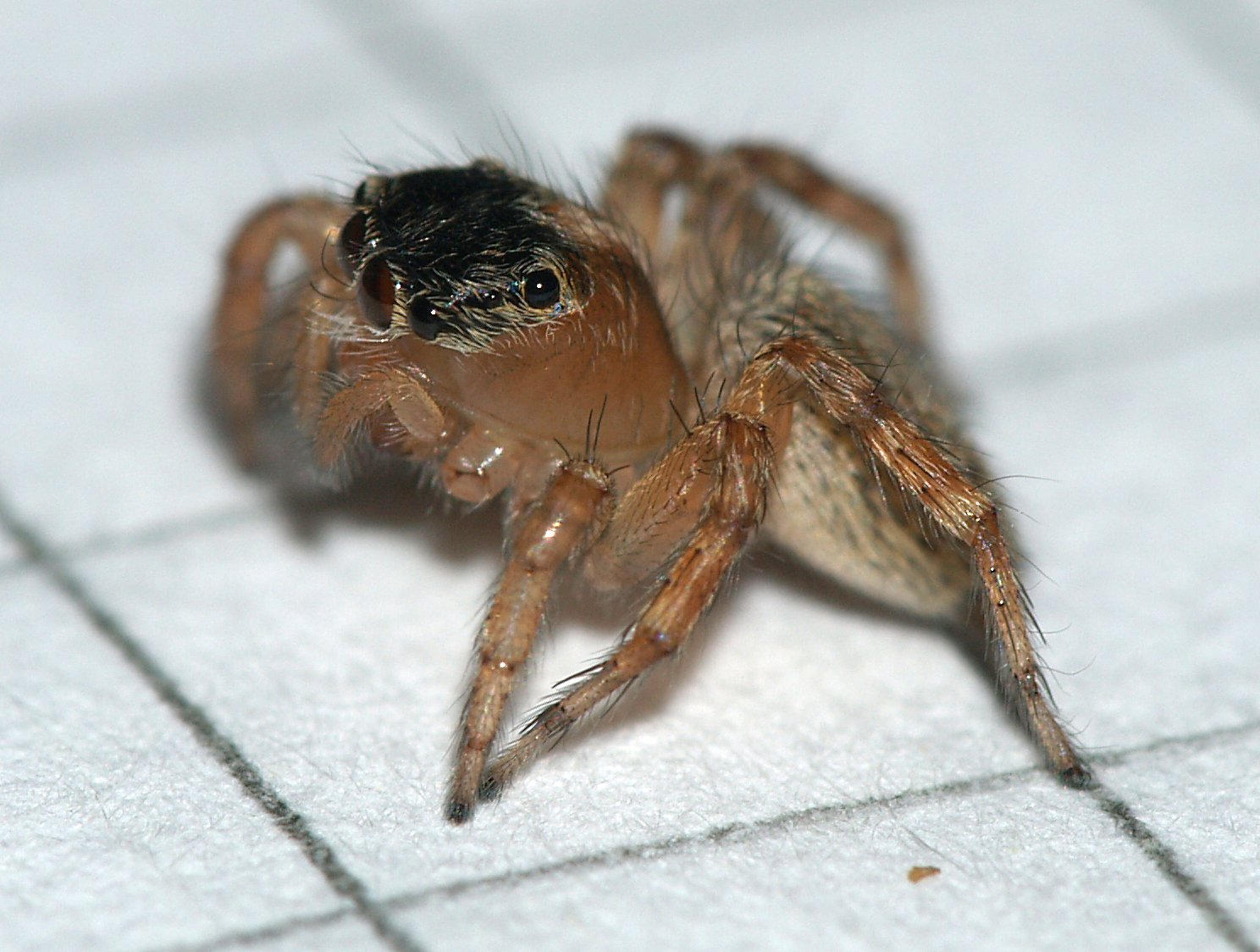
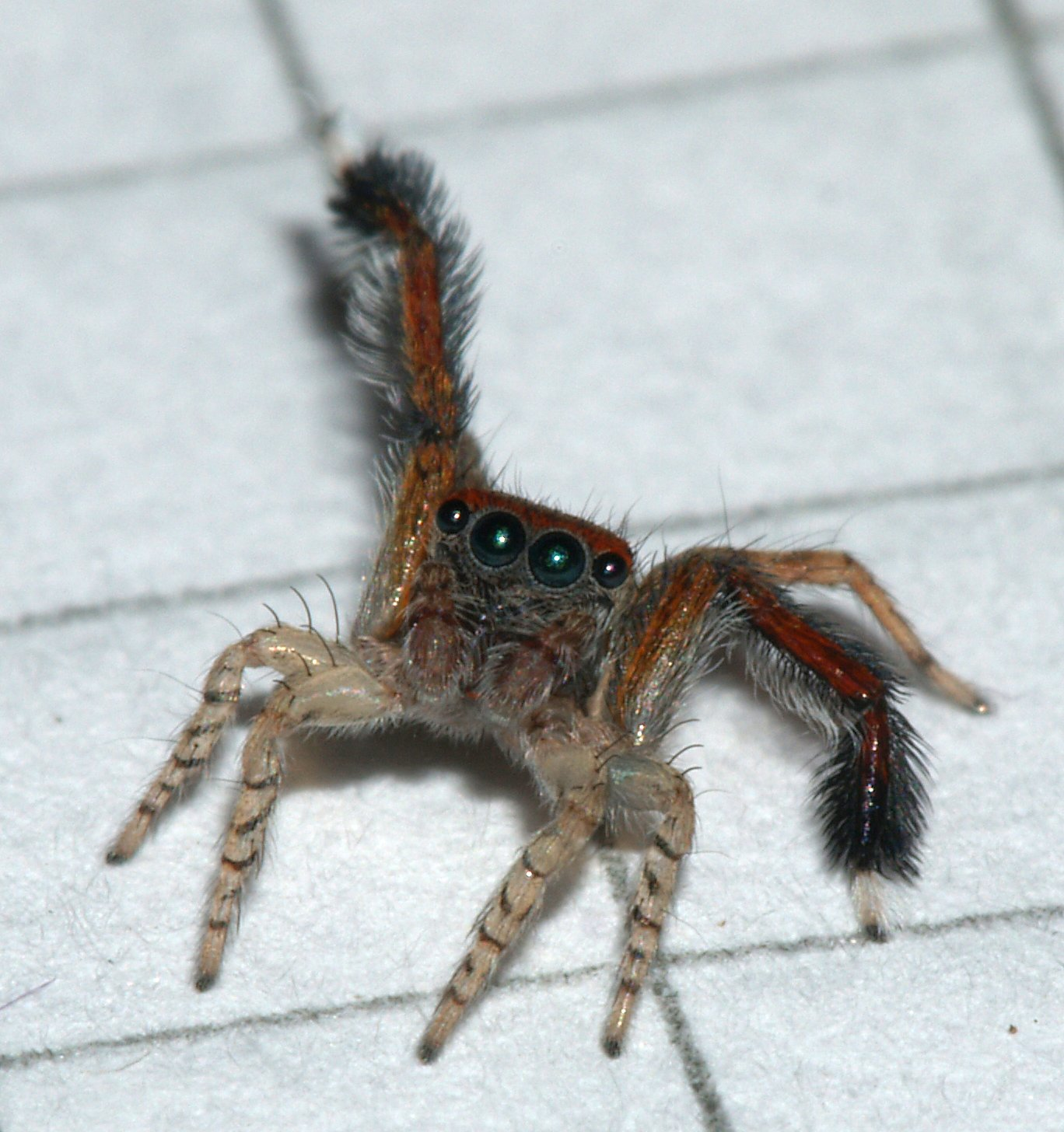
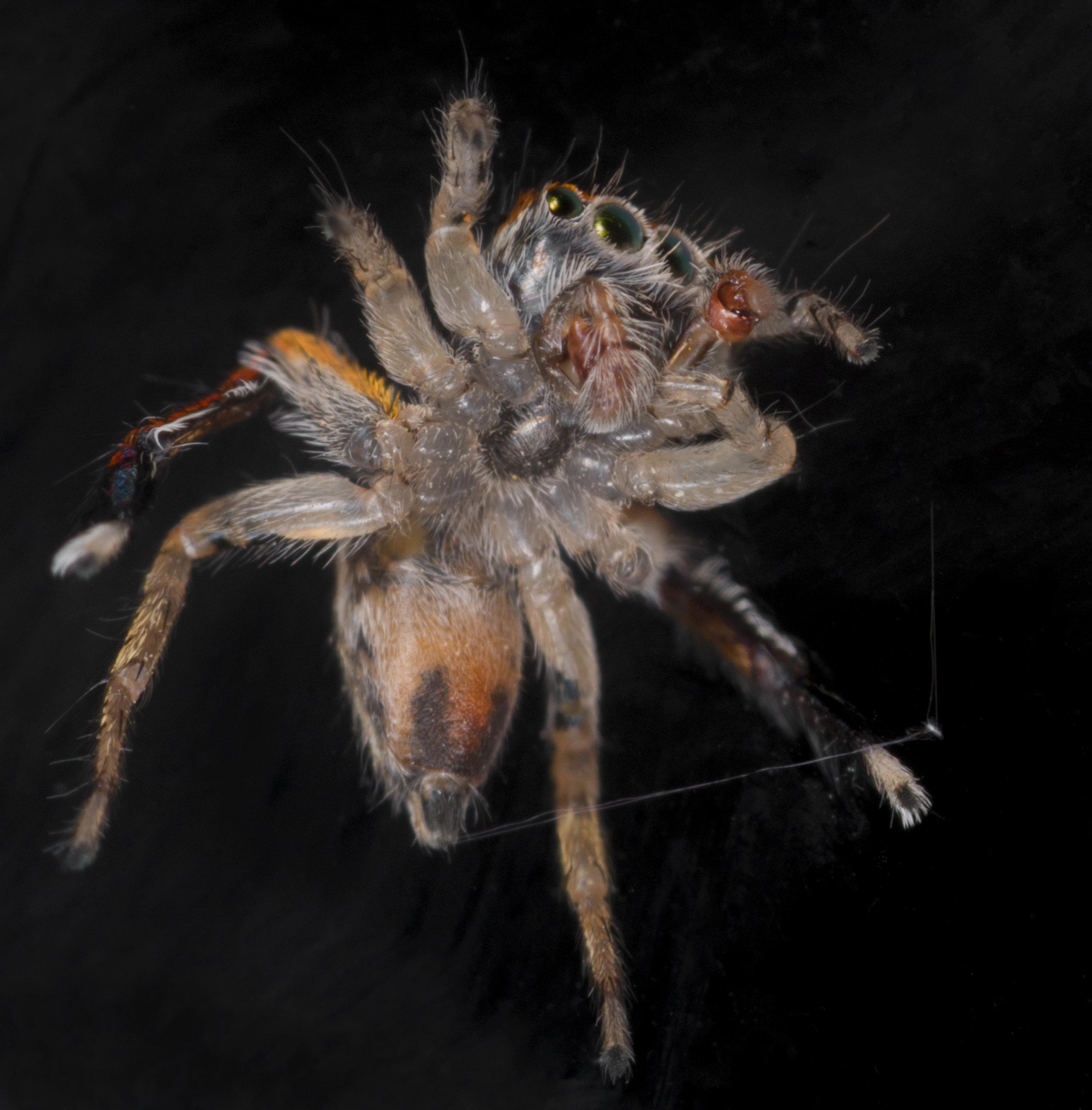
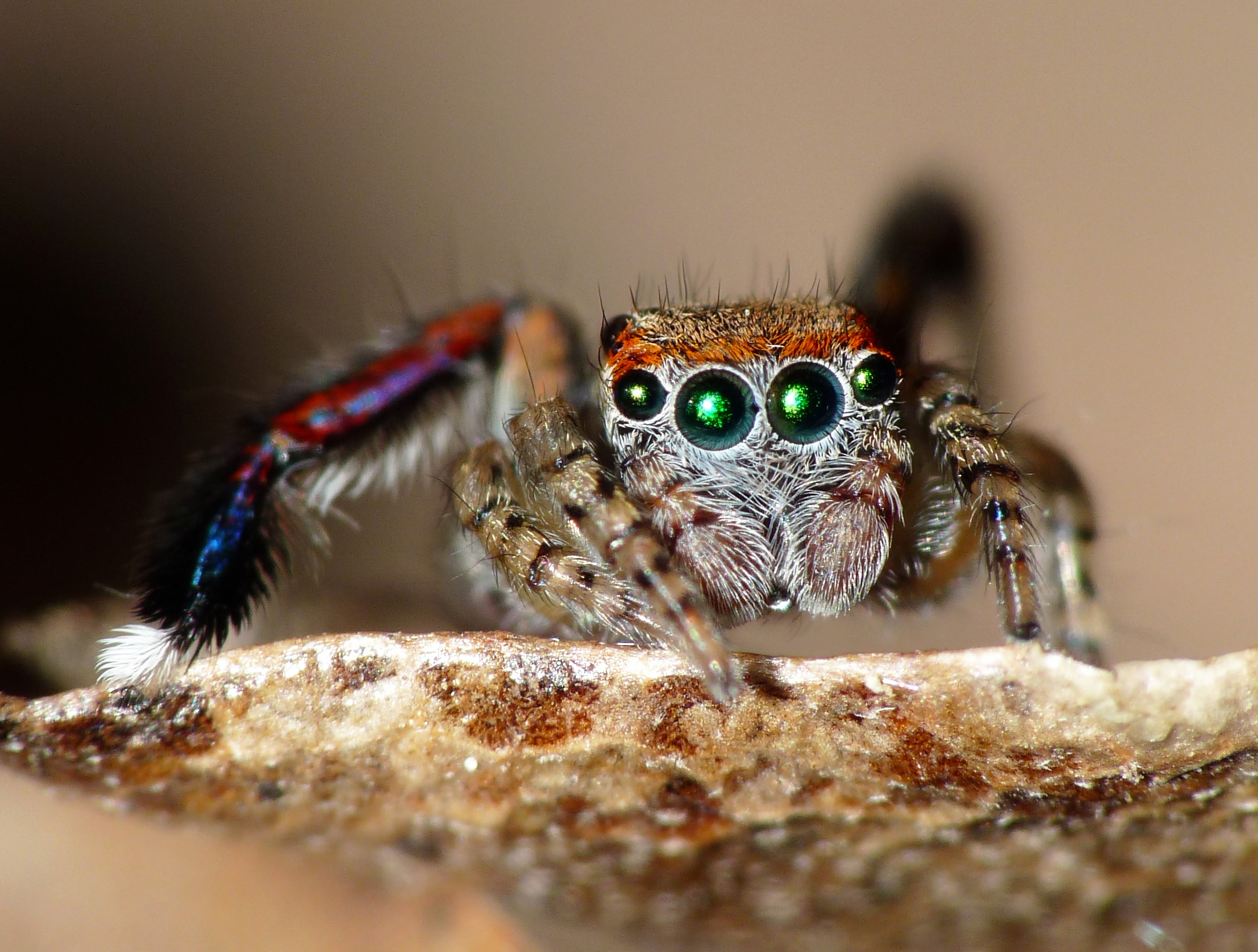